# 28117 Mort
28117 Mort este o planetă minoră (asteroid) din centura de asteroizi. A fost descoperită pe 17 septembrie 1998 la Stația Anderson Mesa de Lowell Observatory Near-Earth-Object Search și a fost numită după Greg Mort⁠(d). 
Obiectul prezintă o orbită caracterizată de o semiaxă mare de 2,2206373 UAi, o excentricitate de 0,1, o înclinație de 5,46123 ° în raport cu ecliptica.